# Alpen Cup w kombinacji norweskiej 2015/2016
Alpen Cup w kombinacji norweskiej 2015/2016 to kolejna edycja tego cyklu zawodów. Rywalizacja rozpoczęła się 10 sierpnia 2015 r. w niemieckim Klingenthal, a zakończyła się 13 marca 2016 r. w niemieckim Baiersbronn. Łącznie z 16 zaplanowanych konkurencji rozegrano tylko 13, w tym jeden konkurs kobiecy, który nie jest wliczany do jakiejkolwiek klasyfikacji. Zawody były rozgrywane w Niemczech, Austrii i Słowenii.
Tytułu z poprzedniej edycji bronił Terence Weber. W tym roku Niemiec w klasyfikacji generalnej zajął 10. miejsce, a tytuł zdobył Francuz Laurent Muhlethaler. W Pucharze Narodów podobnie jak rok wcześniej wygrali Niemcy.

## Kalendarz i wyniki
| Lp. | Data             | Miejscowość    | Dystans               | 1. miejsce          | 2. miejsce           | 3. miejsce           |
| --- | ---------------- | -------------- | --------------------- | ------------------- | -------------------- | -------------------- |
| 1.  | 10 sierpnia 2015 | Klingenthal    | Gundersen HS65/3 km   | Lisa Eder           | Sara Kramer          | Alexandra Seifert    |
| 2.  | 12 września 2015 | Winterberg     | Gundersen HS87/10 km  | Vinzenz Geiger      | Terence Weber        | Phillip Mauersberger |
| 3.  | 13 września 2015 | Winterberg     | Gundersen HS87/5 km   | Terence Weber       | Phillip Mauersberger | Vinzenz Geiger       |
| 4.  | 26 września 2015 | Hinterzarten   | Gundersen HS108/10 km | Laurent Muhlethaler | Vid Vrhovnik         | Phillip Mauersberger |
| 5.  | 27 września 2015 | Hinterzarten   | Gundersen HS108/5 km  | Laurent Muhlethaler | Simon Hüttel         | Vid Vrhovnik         |
| 6.  | 19 grudnia 2015  | Seefeld        | Gundersen HS109/10 km | Vinzenz Geiger      | Terence Weber        | Laurent Muhlethaler  |
| 7.  | 20 grudnia 2015  | Seefeld        | Gundersen HS109/5 km  | Vinzenz Geiger      | Terence Weber        | Florian Dagn         |
| 8.  | 19 grudnia 2015  | Villach        | Gundersen HS79/4 km   | Odwołano            | Odwołano             | Odwołano             |
| 9.  | 20 grudnia 2015  | Villach        | Gundersen HS79/2 km   | Odwołano            | Odwołano             | Odwołano             |
| 10. | 16 stycznia 2016 | Oberwiesenthal | Gundersen HS106/10 km | Anton Schlüter      | Hans Neubert         | Laurent Muhlethaler  |
| 11. | 17 stycznia 2016 | Oberwiesenthal | Team HS106/4x5 km     | Odwołano            | Odwołano             | Odwołano             |
| 12. | 17 stycznia 2016 | Oberwiesenthal | Gundersen HS106/5 km  | Stefan Hauser       | Anton Schlüter       | Laurent Muhlethaler  |
| 13. | 13 lutego 2016   | Planica        | Gundersen HS109/10 km | Mika Vermeulen      | David Aigner         | Laurent Muhlethaler  |
| 14. | 14 lutego 2016   | Planica        | Gundersen HS109/5 km  | Laurent Muhlethaler | Simon Hüttel         | Mika Vermeulen       |
| 15. | 12 marca 2016    | Baiersbronn    | Gundersen HS85/10 km  | Mika Vermeulen      | Constantin Schnurr   | Aaron Kostner        |
| 16. | 13 marca 2016    | Baiersbronn    | Gundersen HS85/5 km   | Constantin Schnurr  | Simon Hüttel         | Aaron Kostner        |

## Klasyfikacje
Stan po zakończeniu sezonu.
| Lp. | Zawodnik             | Punkty |
| --- | -------------------- | ------ |
| 1.  | Laurent Muhlethaler  | 659    |
| 2.  | Phillip Mauersberger | 443    |
| 3.  | Simon Hüttel         | 430    |
| 4.  | Vinzenz Geiger       | 360    |
| 5.  | Anton Schlüter       | 356    |
| 6.  | Vid Vrhovnik         | 325    |
| 7.  | Christian Deuschl    | 324    |
| 8.  | Philip Beikircher    | 323    |
| 8.  | Mika Vermeulen       | 323    |
| 10. | Constantin Schnurr   | 296    |
| 10. | Terence Weber        | 296    |

| Lp. | Państwo  | Punkty |
| --- | -------- | ------ |
| 1.  | Niemcy   | 3706   |
| 2.  | Austria  | 2452   |
| 3.  | Francja  | 1104   |
| 4.  | Słowenia | 527    |
| 5.  | Włochy   | 337    |